# Митама

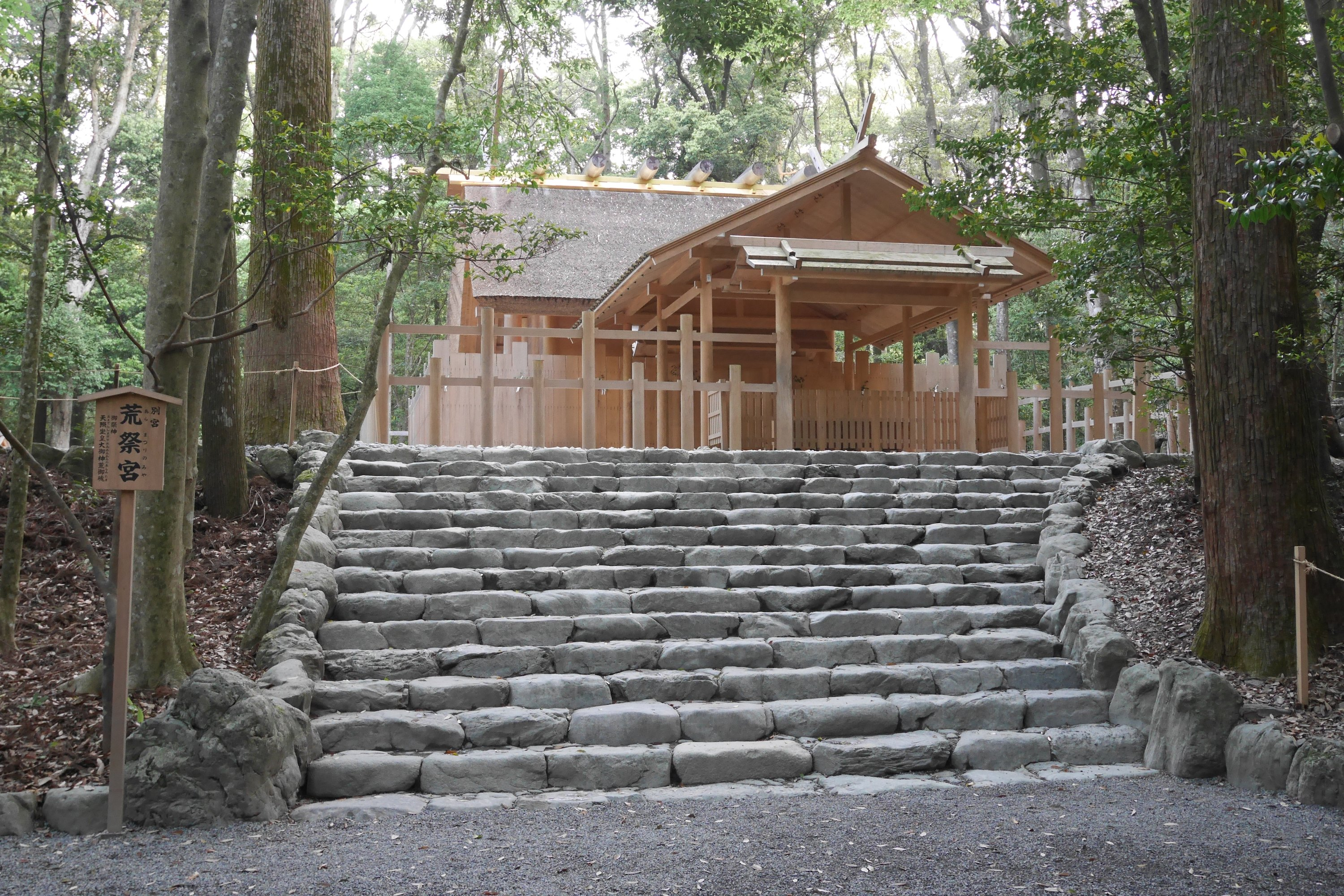
Ара-мацури-то-мия в храме Исэ.

Митама (яп. 御魂 или 御霊, рус.: «достойная почитания душа») — эзотерическая концепция в синтоизме, обозначающая дух или душу божества-ками. Как правило, в синтоистских храмах поклоняются и почитают  митама какого-либо ками, но не самого ками.

## Общие сведения
Ми- в японском языке является грамматически предлогом, стоящим перед самим определением, усиливающим его значение. Таким образом он подчёркивает принадлежность тама (魂) к данному ками. В то же время тама не идентична христианской концепции души, это понятие древнее самой синтоистской религии. Тамой может обладать любой объект Вселенной, в то же время не каждый может преобразиться в Митаму. Британский японист и дипломат Уильям Астон (1841—1911) сравнивал митама с шхина в иудаизме.

## Учение
Тама или митама в различных концепциях состоят из многих различных частей. Так, одной из частей митама является куни-митама, которая управляет неосознанным движениям тела и начинает своё существование с появлением чувствительности организма. Другой частью является вакэ-митама, это тама родителей, которая, проникая в тама их детей, дополняет и совершенствует последнюю. С их смертью она её покидает.
Согласно концепции Иширеи-сикон (一霊四魂, «один дух, четыре души»), каждый ками и каждый человек обладают одним духом (иши реи) из четырёх душ (сикон):
- ара-митама (荒御霊 или 荒御魂; олицетворяют дикость, грубость, ярость и гнев, уничтожение Злого, создание Доброго, предпочтение авторитетного и уважаемого)
- ниги-митама (和御霊, 和御魂; мягкость, покой, мир, благородство, установление гармонии и единства)
- саки-митама или саси-митама (幸御霊 или 幸御魂; радость, расцвет, благословение, любовь и созидание)
- куси-митама или кусиби-митама (奇御霊 или 奇御魂; чудотворство, скрытность, уродство, мудрость, изобретательство, таинственные превращения).

Конкретное взаимодействие, отношения и влияние друг на друга их чрезвычайно сложны и зависят от представлений различных религиозных школ и направлений. Так, ками может одновременно быть или владеть частью митама другого ками. Согласно Нихон сёки, саки-митама Ономонуси и куси-митама Окунинуси почитались в Японии как отдельно существующие ками. Впрочем, со времён эры Мэйдзи в Японии не воздвигались храмы, посвящённые почитанию части митама.
Различные части (аспекты) митама могут одновременно находиться в различных местах. Так, в Исэ-дзингу находится храм Ара-мацури-но-мийя для ара-митама богини Аматэрасу. В храме Ацура-дзингу находится место почитания ара-митама Аматэрасу и ниги-смитама богини Тосуно-ясиро.
Согласно одной из легенд, во время похода войска императрицы Дзингу в Корею (III век н.э.), его сопровождали ара-митама трёх Симуёси-ками (ками моря), в то время, как их ниги-митама оставались в Японии. Согласно другой легенде, войско сопровождали ара-митама трёх ками, а их ниги-митама защищали императрицу.

## Дополнения
- Kōjien (広辞苑) Japanese dictionary, 6th Edition (2008), DVD version
- Yonei Teruyoshi: «Tama». Encyclopedia of Shinto, Kokugakuin University, retrieved on February 10, 2011
- Smyers, Karen Ann (1999). The Fox and the Jewel: Shared and Private Meanings in Contemporary Japanese Inari Worship. Honolulu: University of Hawaii Press. pp. 118—119. ISBN 0-8248-2102-5. OCLC 231775156